# Kalmar Brottarklubb
Kalmar Brottarklubb bildades 1939. Klubben hade fram till dess varit en sektion i Kalmar Atletklubb, som bildats elva år tidigare, 1928. Kalmar Brottarklubb bedriver i dag, 2005, både tränings- och tävlingsverksamhet för ungdomar och seniorer i nyrenoverade lokaler i Kalmar sporthall.